# 沃斯科比尼基 (博霍杜希夫區)
50°9′30″N 35°36′54″E / 50.15833°N 35.61500°E
沃斯科比尼基（烏克蘭語：Воскобійники）是位於烏克蘭東部的村莊，由哈爾科夫州博霍杜希夫區的博霍杜希夫市鎮負責管轄。該村始建於1665年，面積0.65平方公里，海拔高度152米，2001年人口28，人口密度每平方公里43人。